# Nóráp
Nóráp község Veszprém vármegyében, a Pápai járásban.

## Fekvése
Pápától 6 kilométerre délre fekszik.
Közúton két irányból közelíthető meg, a Pápához tartozó Kéttornyúlak és Pápakovácsi felől, a 8403-as és a 8402-es utak közt húzódó 84 109-es számú mellékúton.
Vasútvonal nem érinti, a legközelebbi vasúti csatlakozási lehetőség a Győr–Celldömölk-vasútvonal és a Pápa–Csorna-vasútvonal, illetve a már megszűnt Környe–Pápa-vasútvonal közös szakaszának Pápa vasútállomása, a város központjának északnyugati részén, Nóráptól nagyjából 10 kilométerre.

## Története
Önálló településsé válása előtt Pápa-Kéttornyúlak része volt.

## Közélete

### Polgármesterei
- 1990–1994: Stankovics Ferenc (független)[3]
- 1994–1998: Stankovics Ferenc (független)[4]
- 1998–2002: Stankovics Ferenc (független)[5]
- 2002–2006: Stankovics Ferenc (független)[6]
- 2006–2010: Stankovics Ferenc (független)[7]
- 2010–2014: Stankovics Ferenc (független)[8]
- 2014–2018: Stankovics Ferenc (független)[9]
- 2019–2019: Antalné Ihász Mária (független)[10][11]
- 2019–2023: Antalné Ihász Mária (független)[12]
- 2023–2024: Horváth József Csaba (független)[13]
- 2024– : Horváth József Csaba (független)[1]

A településen 2019. január 6-án időközi polgármester-választást kellett tartani, mert a községet addig vezető Stankovics Ferenc az előző év szeptember 18-án elhunyt. 2023. március 26-án újból időközi polgármester-választást (és képviselő-testületi választást) kellett tartani a faluban, mert az előző képviselő-testület december 20-án feloszlott. Ezen a választáson a hivatalban lévő polgármester is elindult, de alulmaradt egyetlen kihívójával szemben.

## Népesség
A település népességének változása:
| Lakosok száma | 205  | 207  | 207  | 190  | 196  | 199  | 192  |
|               | 2013 | 2014 | 2015 | 2021 | 2022 | 2023 | 2024 |

A 2011-es népszámlálás során a lakosok 96,7%-a magyarnak mondta magát. A vallási megoszlás a következő volt: római katolikus 60,7%, református 11,7%, evangélikus 4,7%, felekezeten kívüli 6,2% (13,7% nem nyilatkozott).
2022-ben a lakosság 91,8%-a vallotta magát magyarnak, 1% németnek, 1% egyéb, nem hazai nemzetiségűnek (7,7% nem nyilatkozott; a kettős identitások miatt a végösszeg nagyobb lehet 100%-nál). Vallásuk szerint 44,9% volt római katolikus, 13,8% református, 3,6% evangélikus, 2,6% egyéb keresztény, 2% egyéb katolikus, 7,1% felekezeten kívüli (25,5% nem válaszolt).

## Nevezetességei
- Szent Mihály-templom
- Református templom
- I. és II. világháborús hősi emlékmű